# Frontispicio de la Seo

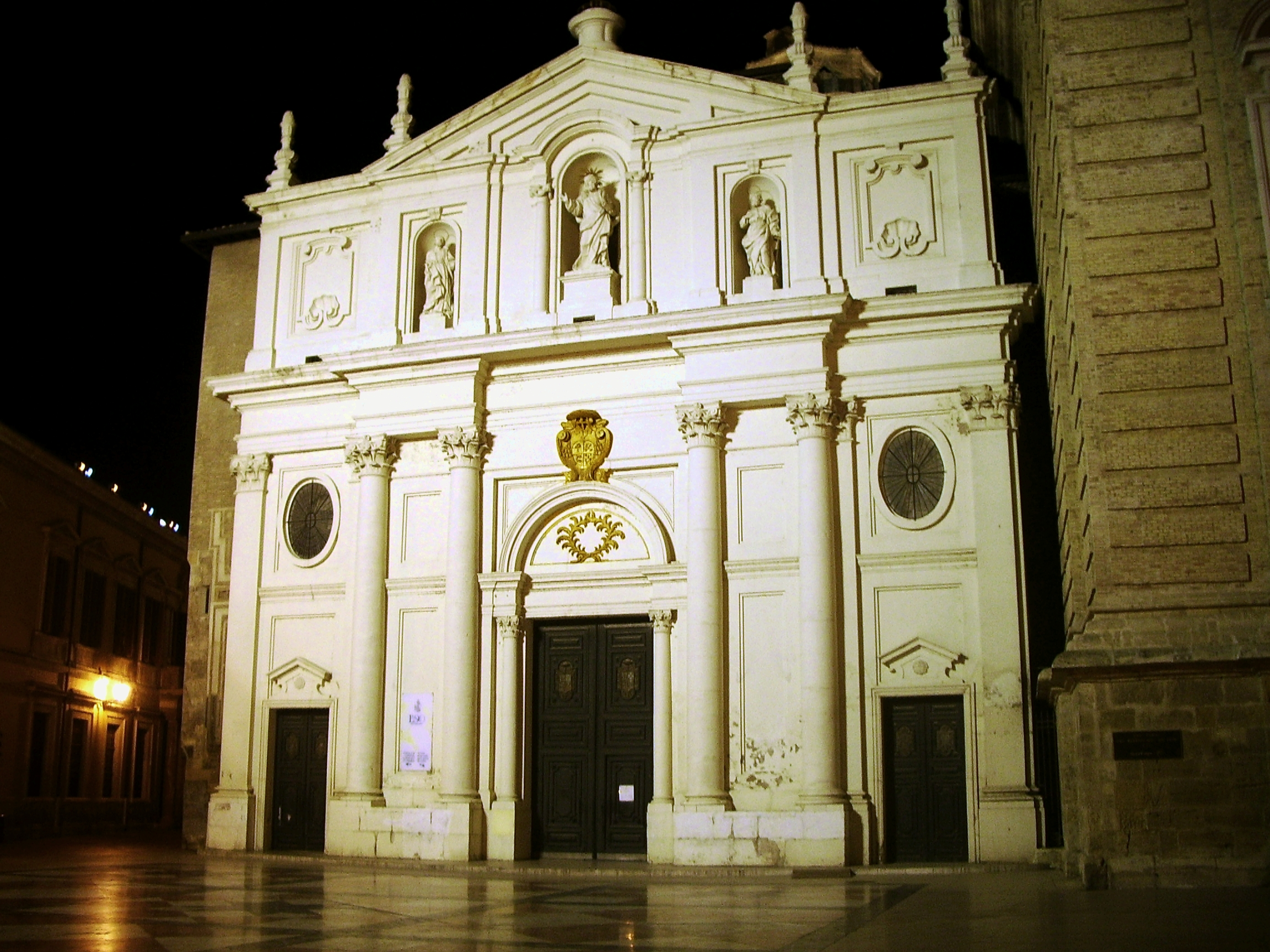
Vista nocturna de la fachada neoclásica de la Seo.

El frontispicio de la Catedral del Salvador de Zaragoza corresponde al crucero, del lado del evangelio. Se trata de una de las puertas laterales del templo.

## Características
La primera fachada se edificó en el siglo XIII, de la que recientemente se han descubierto vestigios. En 1763 se presentó un proyecto al Cabildo Metropolitano de Zaragoza para construir una nueva portada para la catedral, del lado de la Plaza de la Seo. Las obras fueron iniciadas por el arzobispo Luis García Mañero (1764-1767).
En la puerta principal figura el escudo del difunto arzobispo Francisco Añoa, quien propuso la nueva fachada, así como en la puerta lateral izquierda que da acceso a la Parroquieta. Yarza fue discípulo de Ventura Rodríguez, en cuyo proyecto inconcluso para la puerta de San Bartolomé se basó. Construida en piedra, ladrillo y yeso, la pintura blanca actual la ha despojado de los contrastes materiales de la original.